# Vanity (1927)
Vanity é um filme de drama mudo produzido nos Estados Unidos, dirigido por Donald Crisp e lançado em 1927.